# Monte Vidon Combatte
Monte Vidon Combatte (Montevidò in dialetto locale) è un comune italiano di 405 abitanti della provincia di Fermo nelle Marche.

## Geografia fisica

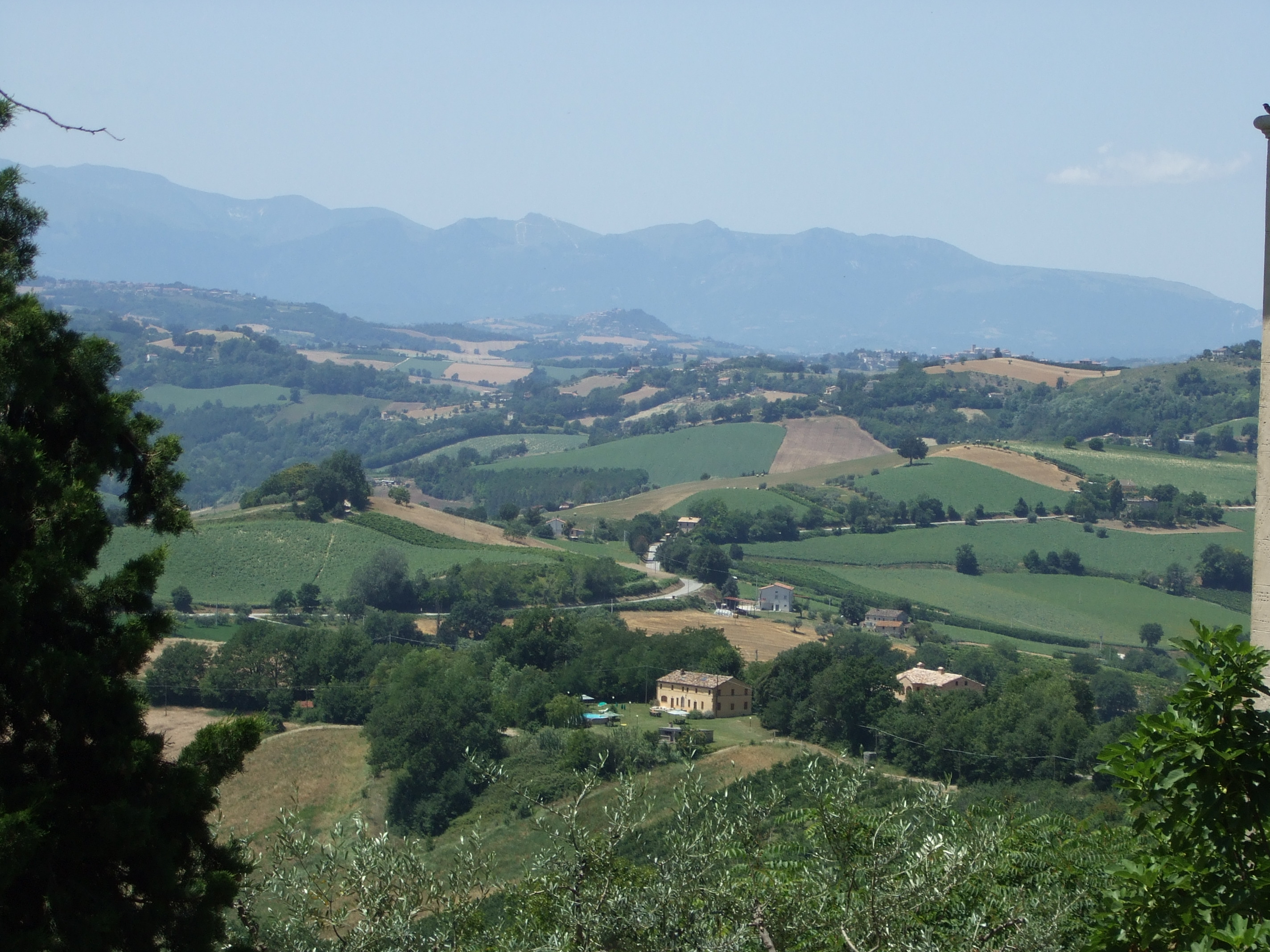
Veduta dei Monti Sibillini da una abitazione

Monte Vidon Combatte è situato su una collina, all'interno della media Val d'Aso, sul versante sinistro del fiume Aso.

## Storia
Per la sua posizione strategica sul fiume Aso, è sempre stato oggetto di contese tra la giurisdizione di Fermo e quelle dell'abbazia di Farfa. Il paese, successivamente, seguì le vicende della città di Fermo, di cui divenne un produttivo possedimento agricolo.

## Origine del nome
Sull'origine del nome la tradizione popolare, che interpreta Combatte come verbo coniugato, rimanda a un ignoto fatto d'armi medievale che vede Guidone, signore del castello, chiedere aiuto al fratello Corrado per fronteggiare un attacco del signore di Rocca Monte Varmine (con un messaggio che suona «Corri Corrado che Guidon combatte»). Più plausibilmente Combatte (attestato nel 1184 nel Liber iurium come Combacte de Monte Guidone) è, al pari di Guidone o Vidone, nome di persona e rimanda a sua volta ai feudatari del borgo.

## Monumenti e luoghi d'interesse
Il paese conserva ancora buona parte del tracciato delle mura (XIV - XV secolo), che si aprono con una originale porta a doppia fornice del XV secolo, che immette nell'antico abitato.
Il paese possiede un parco, denominato "della Rimembranza", che consente ampie panoramiche dai Monti Sibillini, fino al mare.
Fra le bellezze artistiche da ammirare c'è la chiesa sconsacrata di origine paleocristiana di San Procolo  (inagibile dopo i terremoti del 2016) che conserva un ciclo di affreschi attribuiti in parte alla scuola dei monaci-pittori farfensi, sulla scia di Fra Marino Angeli, che a Monte Vidon Combatte dipinse il "Polittico di Collina" (sito attualmente nel Museo diocesano di Fermo) e la sua opera più famosa, la prima datata e firmata, denominata la "Madonna delle Rose" (sita attualmente nella Galleria Nazionale delle Marche di Urbino).
Inoltre è possibile visitare l'antico lavatoio nei pressi della Peschiera, laghetto di pesca utilizzato dai Marchesi Pelagallo dove fa bella mostra di sé un leccio secolare.

## Società

### Evoluzione demografica
Abitanti censiti

## Amministrazione
| Periodo        | Periodo        | Primo cittadino    | Partito                           | Carica  | Note  |
| -------------- | -------------- | ------------------ | --------------------------------- | ------- | ----- |
| 1º luglio 1985 | 25 maggio 1990 | Guglielmo Massucci | Indipendente                      | Sindaco | [ 6 ] |
| 25 maggio 1990 | 24 aprile 1995 | Guglielmo Massucci | Indipendente                      | Sindaco | [ 6 ] |
| 24 aprile 1995 | 14 giugno 1999 | Guglielmo Massucci | Lista civica                      | Sindaco | [ 6 ] |
| 14 giugno 1999 | 14 giugno 2004 | Guglielmo Massucci | Lista civica                      | Sindaco | [ 6 ] |
| 14 giugno 2004 | 8 giugno 2009  | Luciano Evandri    | Lista civica                      | Sindaco | [ 6 ] |
| 8 giugno 2009  | 26 maggio 2014 | Luciano Evandri    | Lista civica                      | Sindaco | [ 6 ] |
| 26 maggio 2014 | 27 maggio 2019 | Luciano Evandri    | Lista civica                      | Sindaco | [ 6 ] |
| 27 maggio 2019 | 10 giugno 2024 | Gaetano Massucci   | Lista civica Verso il futuro      | Sindaco | [ 6 ] |
| 10 giugno 2024 | in carica      | Massimo Passamonti | Lista civica La Forza dell'unione | Sindaco | [ 6 ] |

### Altre informazioni amministrative
Fa parte dell'Area Vasta n. 4 di Fermo, dell'Azienda Sanitaria Unica Regionale delle Marche (A.S.U.R. Marche).

## Sport

### Calcio a 11
La squadra di calcio, dopo molti anni di militanza in Terza Categoria marchigiana, non è attualmente più iscritta; i colori sociali sono il celeste ed il giallo.